# Ндагиджимана, Эулукане
Эулукане Ндагиджимана (руанда Eulucane Ndagijimana; род. 22 марта 1961) — руандийский легкоатлет, выступавший в беге на средние дистанции. Участник летних Олимпийских игр 1988 года.

## Биография
Эулукане Ндагиджимана родился 22 марта 1961 года.
В 1987 году завоевал бронзовую медаль Игр Центральной Африки в Браззавиле в беге на 1500 метров с результатом 3 минуты 52,0 секунды.
В 1988 году вошёл в состав сборной Руанды на летних Олимпийских играх в Сеуле. В беге на 800 метров занял в забеге 1/8 финала 6-е место, показав результат 1.52,08 секунды и уступив 2,19 секунды попавшему в четвертьфинал с 3-го места Шейху Тидиане Бойе из Сенегала. В беге на 1500 метров занял в четвертьфинале 10-е место с результатом 3.51,61, уступив 9,88 секунды попавшему в полуфинал с 6-го места Абделю Маджиду из Марокко.
В 1989 году занял 6-е место в беге на 1500 метров на Франкофонских играх в Касабланке (3.45,40).

## Личные рекорды
- Бег на 800 метров — 1.50,42 (1988)[5]
- Бег на 1500 метров — 3.45,40 (18 июля 1989, Касабланка)[4][5]